# Hans Thurn (Byzantinist)
Hans Thurn (vollständiger Name: Johann Erwin Karlheinz Thurn, * 16. Februar 1934 in Kötzting; † 15. Dezember 1993 in Würzburg) war ein deutscher Byzantinist und Bibliothekar.

## Leben
Hans Thurn, der Sohn eines Steueramtmannes, besuchte die Volksschule und das Gymnasium in Straubing. Sein hervorragendes Abiturzeugnis ermöglichte ihm das bayerische Staatsstipendium. Ab dem Wintersemester 1953/54 studierte er an der Universität München Griechisch, Byzantinistik, Latein und Germanistik. Nach dem Staatsexamen 1958 verfasste er auf Anregung von Franz Dölger seine Dissertation, mit der er 1961 zum Dr. phil. promoviert wurde.
Statt in den Schuldienst zu gehen, schlug Thurn die Bibliothekarlaufbahn ein. Von 1959 bis 1961 war er Referendar an der Bayerischen Staatsbibliothek in München. 1961 ging er als Bibliotheksassessor an die Universitätsbibliothek Würzburg, an der er bis an sein Lebensende wirkte. Er leitete anfangs die Erwerbungsabteilung, später als Nachfolger von Josef Hofmann die Handschriftenabteilung, die er sehr stark durch seine Persönlichkeit prägte. In dieser Funktion machte sich Thurn um die Erschließung des Handschriftenbestandes der Universitätsbibliothek verdient, den er kodikologisch, philologisch und historisch erschloss. In fünf Teilbänden, die von 1970 bis 1994 (letzter Band postum) erschienen, legte er Katalogisate der mittelalterlichen Handschriftenbestände vor und schuf damit eine Grundlage für die historische Quellenerschließung. Durch seinen plötzlichen Tod wurde diese Arbeit abrupt abgebrochen und seitdem nicht wieder aufgenommen. Daher sind noch ca. 800 Handschriften (meist neuzeitlich) nicht wissenschaftlich bearbeitet. Ähnliche Arbeiten fertigte er für die Hofbibliothek Aschaffenburg und die Universitätsbibliothek Erlangen an.
Seine vielseitigen Kenntnisse brachte Thurn auch in die akademischen Lehre ein. Er unterrichtete als Lehrbeauftragter an der Universität Würzburg an der Katholisch-Theologischen Fakultät, an der Medizinischen Fakultät (Bibliothekskunde, Geschichte der Medizin) und ab 1977 an der Philosophischen Fakultät I im Fachbereich Klassische Philologie und Byzantinistik. In diesem Fachbereich erwarb er 1985 aufgrund seiner Veröffentlichungen die venia legendi für Klassische Philologie mit besonderer Berücksichtigung der Spätantike und Überlieferungsgeschichte. 1991 wurde er zum außerplanmäßigen Professor ernannt.
Neben diesen Arbeiten beschäftigte sich Thurn weiterhin mit byzantinistischen Studien. 1973 veröffentlichte er eine kritische Edition der Chronik des Johannes Skylitzes. Ab 1978 arbeitete er an einer kritischen Edition der Chronik des Johannes Malalas, die bei seinem frühen Tod im Alter von 59 Jahren beinahe vollständig vorlag. Sie wurde von Athanasios Kambylis zum Abschluss gebracht und erschien 2000. Thurns Übersetzung des Malalas wurde von Mischa Meier abgeschlossen und erschien 2009.

## Schriften (Auswahl)
- Oikonomia von der frühbyzantinischen Zeit bis zum Bilderstreit. Semasiologische Untersuchung einer Wortfamilie. München 1961 (Dissertation)
- mit M. Zeitler: Bücherfreunde in Unterfranken vom 14. bis zum 19. Jahrhundert. Katalog der Ausstellung anläßlich der Jahrestagung der Fränkischen Bibliophilengesellschaft, 22.–25. September 1967. Würzburg 1967
- Die Handschriften der Universitätsbibliothek in Würzburg. Band 1: Die Handschriften der Zisterzienserabtei Ebrach. Wiesbaden 1970
- Die Handschriften der Universitätsbibliothek in Würzburg. Band 2, 1. Hälfte: Handschriften aus benediktinischen Provenienzen: Amorbach Kitzingen, Münsterschwarzach, Theres, Würzburg, St. Afra, St. Burkhard, Schottenkloster St. Jakob; Anhang: Erfurt, Minden, Mondsee. Wiesbaden 1973
- Ioannis Scylitzae synopsis historiarum. Berlin/New York 1973
- mit Josef Hofmann: Die Handschriften der Hofbibliothek Aschaffenburg. Aschaffenburg 1978
- Die griechischen Handschriften der Universitätsbibliothek Erlangen. Wiesbaden 1980
- Die Handschriften der Universitätsbibliothek in Würzburg. Band 3, 2. Hälfte: Die Papierhandschriften der ehemaligen Dombibliothek. Wiesbaden 1981
- Byzanz – wieder ein Weltreich. Das Zeitalter der makedonischen Dynastie, nach dem Geschichtswerk des Johannes Skylitzes übersetzt, eingeleitet und erklärt von Hans Thurn. Teil 1. Ende des Bilderstreites und makedonische Renaissance (Anfang 9. bis Mitte 10. Jahrhundert). Graz 1983
- Die Handschriften der Universitätsbibliothek in Würzburg. Band 3, 1. Hälfte: Die Pergamenthandschriften der ehemaligen Dombibliothek. Wiesbaden 1984
- Die Handschriften der Universitätsbibliothek in Würzburg. Band 2, 2. Hälfte: Die Handschriften aus St. Stephan zu Würzburg. Wiesbaden 1986
- Die Handschriften der Universitätsbibliothek in Würzburg. Band 4: Die Handschriften der kleinen Provenienzen und Fragmente. Wiesbaden 1990
- Vita Benedicti: Würzburg, Universitätsbibliothek, M.p.th.q.8. München 1991
- Die Handschriften der Universitätsbibliothek in Würzburg. Band 5: Bestand bis zur Säkularisierung: Erwerbungen und Zugänge bis 1803. Wiesbaden 1994

postum erschienen
- Athanasios Kambylis (Hrsg.): Ioannis Malalae Chronographia. Berlin/New York 2000
- mit Karin Morvay, Hans-Günther Schmidt, Paul Gerhard Schmidt: Die datierten Handschriften der Universitätsbibliothek Würzburg. Wiesbaden 2004
- Johannes Malalas, Weltchronik. Übersetzt von Johannes Thurn und Mischa Meier. Mit einer Einleitung von Claudia Drosihn, Mischa Meier und Stefan Priwitzer und Erläuterungen von Claudia Drosihn, Katharina Enderle, Mischa Meier und Stefan Priwitzer. Stuttgart 2009